# Ludovico Pontano
Ludovico Pontano (Spoleto, 1409 – Basilea, 1439) è stato un giurista italiano.

Consilia, 1568

Studiò all'università di Bologna, dove fu allievo di Giovanni d'Anagni e a sua volta docente di diritto civile dal 1433. Divenne quindi protonotario di Roma, venendo scelto come delegato degli Aragona a Basilea.

## Opere

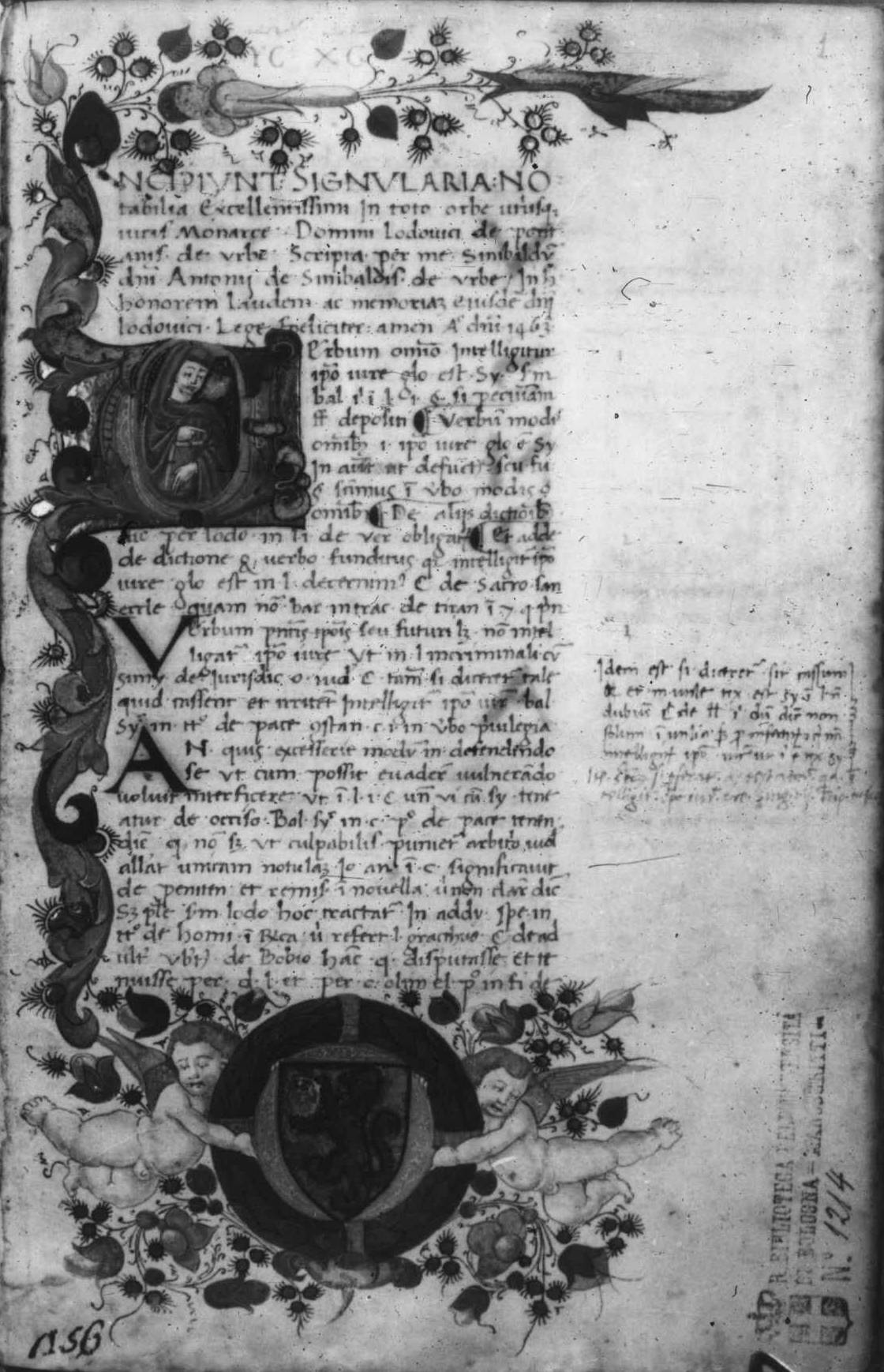
Singularia notabilia iuris, manoscritto, 1463. Bologna, Biblioteca Universitaria, Fondo manoscritti, ms. 1214.

- (LA) Lectura in primam Codicis partem, vol. 1, Lyon, Hugue de La Porte & Aymon de La Porte, héritiers, 1547.
  - (LA) Lectura in secundam Codicis partem, vol. 2, Lyon, Hugue de La Porte & Aymon de La Porte, héritiers, 1547.
- (LA) Lectura in primam Digesti veteris partem, vol. 1, Lyon, Hugue de La Porte & Aymon de La Porte, héritiers, 1547.
  - (LA) Lectura in secundam Digesti veteris partem, vol. 2, Lyon, Hugue de La Porte & Aymon de La Porte, héritiers, 1547.
- (LA) Index seu repertorium non in Pandectas tantum, sed et Iustiniani Codicem, Lyon, Hugue de La Porte & Aymon de La Porte, héritiers, 1548.
- (LA) Lectura in primam Digesti novi partem, vol. 1, Lyon, Hugue de La Porte & Aymon de La Porte, héritiers, 1547.
  - (LA) Lectura in secundam Digesti novi partem, vol. 2, Lyon, Hugue de La Porte & Aymon de La Porte, héritiers, 1547.
- (LA) Lectura in primam Infortiati partem, vol. 1, Lyon, Hugue de La Porte & Aymon de La Porte, héritiers, 1547.
  - (LA) Fragmenta in secundam Infortiati partem, vol. 2, Lyon, Hugue de La Porte & Aymon de La Porte, héritiers, 1547.
- (LA) Consilia et allegationes, Pavia, Francesco Girardengo, 1485.
  - (LA) Consilia, Venezia, Al segno della Fontana, 1568.
- De relictis ad pias causas falcidia non detrahitur, Pavia, Cristoforo de' Cani, 1489.

### Manoscritti
- Consilia et Repetitiones, XV secolo, Torino, Biblioteca Nazionale Universitaria, Fondo manoscritti, ms. H.I.7.
- Singularia notabilia iuris, 1463, Bologna, Biblioteca Universitaria, Fondo manoscritti, ms. 1214.
- Singularia in causis criminalibus, XV secolo, København, Det Kongelige Bibliotek, Manuskripter, Gl. kgl. sml. 203 2°.